# Areldia
Areldia là một chi thực vật có hoa trong họ, Orchidaceae.